# Ernst Hermann Arndt
Ernst Hermann Arndt (* 6. September 1807 in Dresden; † 11. März 1889 ebenda) war ein deutscher Architekt und sächsischer Baubeamter, der seit 1862 als außerordentlicher Professor an der Dresdner Baugewerkschule lehrte und als Baukommissar sowie Mitglied der Prüfungskommission für Bauhandwerker wirkte.

## Leben und Wirken
Arndt besuchte von 1825 bis 1829 die Bauschule der Dresdner Kunstakademie. Er beteiligte sich später an der technischen Beratung und Ausarbeitung des Brandversicherungsgesetzes, danach war er zwei Jahre lang Brandversicherungskommissar. Es folgten zwei Jahre als Lehrer an der Königlichen Bauschule Dresden, im Atelier von Gottfried Semper, und als verpflichteter Assistent am Königlichen Landbauamt Dresden. Ab 1837 wirkte er als Lehrer an der Baugewerkschule, wobei er gleichzeitig als Beamter der Regierungsbehörde in Kirchen- und Schulbausachen aktiv war.
Arndt wohnte 1868 in der damaligen Johannisstraße 10 in Dresden, das Haus war auf seine Ehefrau Caroline als Eigentümerin eingetragen. Zum Lebensende hin, 1889, wohnte er als Hauseigentümer in der Kaitzerstraße 22. Er wurde mit dem Ritterkreuz I. Klasse des sächsischen Albrechtsordens ausgezeichnet.

## Werk
Bauten
- um 1840: Entwurf der Lichtenberger Kirche in Lichtenberg (ausgeführt durch Christian Gottlieb Ziller)
- um 1840: Entwurf der Kirche in Lomnitz (ausgeführt durch Christian Gottlieb Ziller und Karl August Ehrig)
- 1842–1844: Stadtkirche St. Nicolai in Markneukirchen, Oberer Markt 1

Schriften
- Aufgaben zu öffentlichen wie zu Privatgebäuden und ihren unmittelbaren Zubehörungen, für den Unterricht an höhern und niedern Bauschulen, sowie für Baukunstbeflissene als künftige Bewerber der Meisterprüfung für Bauhandwerker oder der Staatsprüfung über den Hochbau. (mit 46 geometrischen Darstellungen) Adler & Dietze, Dresden 1854.
- Unterlagen zur Bearbeitung von Bauanschlägen, für den Unterricht in der Königlichen Baugewerkenschule zu Dresden. 2 Bände, 1854. (2. Auflage 1858)
- Bauanschlag für Abtragung des baufälligen Mauerwerks der nordwestlichen Ecke der Kirche zu Tharand. Selbstverlag, Dresden 1868.